# Neuvième circonscription de la Seine-Saint-Denis
La neuvième circonscription de la Seine-Saint-Denis est l'une des douze circonscriptions législatives françaises que compte le département de la Seine-Saint-Denis (93) situé en région Île-de-France.

## Description géographique et démographique
La neuvième circonscription de la Seine-Saint-Denis était délimitée par le découpage électoral de la loi no 86-1197 du 24 novembre 1986.
, elle regroupait les divisions administratives suivantes : cantons de Bondy Nord-Ouest, Bondy Sud-Est, Noisy-le-Sec, et Romainville. Ces cantons incluent les villes de Bondy, Noisy-le-Sec et Romainville.
Nombre d'électeurs par commune (chiffres à jour commissions électorales du 28 février 2007) :
- Ville de Bondy : 24 551 électeurs
- Ville de Noisy-le-Sec : 18 179 électeurs
- Ville de Romainville : 12 553 électeurs

Soit 55 283 électeurs sur la circonscription.
La nouvelle circonscription issue du redécoupage est composée des cantons de Bondy Nord Ouest, Les Lilas, Le Pré Saint Gervais, Noisy-le-Sec et Romainville.
D'après le recensement général de la population en 2019, réalisé par l'Institut national de la statistique et des études économiques (INSEE), la population de cette circonscription est estimée à 142 332 habitants,.
Soit 73 220 électeurs sur la circonscription (chiffres à jour du ministère de l’Intérieur au 11 avril 2022) :
- Bondy Nord-Ouest : 12 506 électeurs[6]
- Ville de Noisy-le-Sec : 20 324 électeurs[7]
- Ville de Romainville : 16 458 électeurs[8]
- Ville des Lilas : 14 606 électeurs[9]
- Ville du Pré-Saint-Gervais : 9 424 électeurs[10]

## Historique des députations
| Législature | Début de mandat  | Fin de mandat   | Député                 | Parti politique | Observations |
| ----------- | ---------------- | --------------- | ---------------------- | --------------- | --- |
| IIIe        | 3 avril 1967     | 30 mai 1968     | Raymond Valenet        | UD-Ve           | Mandat écourté à la suite d'une dissolution parlementaire décidée par Charles de Gaulle. |
| IVe         | 11 juillet 1968  | 1er avril 1973  | Raymond Valenet        | UDR             | |
| Ve          | 2 avril 1973     | 2 avril 1978    | Raymond Valenet        | UDR             | |
| VIe         | 3 avril 1978     | 7 juin 1978     | Marie-Thérèse Goutmann | PCF             | Mandat écourté à la suite d'une dissolution parlementaire décidée par François Mitterrand. |
| VIe         | 23 juillet 1978  | 22 mai 1981     | Marie-Thérèse Goutmann | PCF             | Mandat écourté à la suite d'une dissolution parlementaire décidée par François Mitterrand. |
| VIIe        | 2 juillet 1981   | 1er avril 1986  | Jacques Mahéas         | PS              | |
| VIIIe       | 2 avril 1986     | 14 mai 1988     | Aucun                  | Aucun           | Proportionnelle par département, pas de député par circonscription. Mandat écourté à la suite d'une dissolution parlementaire décidée par François Mitterrand.                                                                                                |
| IXe         | 23 juin 1988     | 28 juillet 1988 | Véronique Neiertz      | PS              | Remplacée par Claude Fuzier à la suite de sa nomination au gouvernement en 1988 Élection annulée par le Conseil constitutionnel le 8 novembre 1988 Roger Gouhier, maire de Noisy-le-Sec (PCF), est alors élu lors d'élections partielles le 18 décembre 1988, |
| IXe         | 29 juillet 1988  | 8 novembre 1988 | Claude Fuzier          | PS              | Remplacée par Claude Fuzier à la suite de sa nomination au gouvernement en 1988 Élection annulée par le Conseil constitutionnel le 8 novembre 1988 Roger Gouhier, maire de Noisy-le-Sec (PCF), est alors élu lors d'élections partielles le 18 décembre 1988, |
| IXe         | 18 décembre 1988 | 1er avril 1993  | Roger Gouhier          | PCF             | Remplacée par Claude Fuzier à la suite de sa nomination au gouvernement en 1988 Élection annulée par le Conseil constitutionnel le 8 novembre 1988 Roger Gouhier, maire de Noisy-le-Sec (PCF), est alors élu lors d'élections partielles le 18 décembre 1988, |
| Xe          | 2 avril 1993     | 21 avril 1997   | Véronique Neiertz,     | PS,             | Mandat écourté à la suite d'une dissolution parlementaire décidée par Jacques Chirac. |
| XIe         | 12 juin 1997     | 18 juin 2002    | Véronique Neiertz      | PS              | |
| XIIe        | 19 juin 2002     | 19 juin 2007    | Élisabeth Guigou,      | PS,             | |
| XIIIe       | 20 juin 2007     | 19 juin 2012    | Élisabeth Guigou       | PS              | |
| XIVe        | 20 juin 2012     | 20 juin 2017    | Claude Bartolone       | PS              | Élu président de l'Assemblée nationale le 26 juin 2012. |
| XVe         | 21 juin 2017     | 21 juin 2022    | Sabine Rubin           | FI              | |
| XVIe        | 22 juin 2022     | 9 juin 2024     | Aurélie Trouvé         | LFI             | Mandat écourté à la suite d'une dissolution parlementaire décidée par Emmanuel Macron. |
| XVIIe       | 8 juillet 2024   | En cours        | Aurélie Trouvé         | LFI             | |

## Historique des élections

### Élections législatives de 1967
| Candidat       | Candidat              | Parti          | Premier tour | Premier tour | Second tour | Second tour |  |
| Candidat       | Candidat              | Parti          | Voix         | %            | Voix        | %           |  |
| -------------- | --------------------- | -------------- | ------------ | ------------ | ----------- | ----------- |  |
|                | Raymond Valenet élu   | UD-Ve          | 30 922       | 41,12        | 37 295      | 51,67       |  |
|                | Michel Vandel         | PCF            | 22 635       | 30,1         | 34 880      | 48,33       |  |
|                | Alfred-Marcel Vincent | FGDS (SFIO)    | 13 768       | 18,31        | Retrait     | Retrait     |  |
|                | Jean-François Carité  | CD (PDM)       | 6 160        | 8,19         |             |             |  |
|                | Georges Paltsou       | ARLP           | 1 712        | 2,28         |             |             |  |
|                |                       |                |              |              |             |             |  |
| Inscrits       | Inscrits              | Inscrits       | 93 108       | 100,00       | 93 098      | 100,00      |  |
| Abstentions    | Abstentions           | Abstentions    | 16 390       | 17,6         | 17 906      | 19,23       |  |
| Votants        | Votants               | Votants        | 76 718       | 82,4         | 75 192      | 80,77       |  |
| Blancs et nuls | Blancs et nuls        | Blancs et nuls | 1 521        | 1,98         | 3 017       | 4,01        |  |
| Exprimés       | Exprimés              | Exprimés       | 75 197       | 98,02        | 72 175      | 95,99       |  |

La suppléante de Raymond Valenet était Marie-Paule Simon, docteure en médecine, conseillère municipale de Montfermeil.

### Élections législatives de 1968
| Candidat       | Candidat                       | Parti          | Premier tour | Premier tour | Second tour | Second tour |  |
| Candidat       | Candidat                       | Parti          | Voix         | %            | Voix        | %           |  |
| -------------- | ------------------------------ | -------------- | ------------ | ------------ | ----------- | ----------- |  |
|                | Raymond Valenet sortant réélu  | UDR (URP)      | 31 613       | 42,88        | 38 848      | 57,43       |  |
|                | Marie-Thérèse Goutmann         | PCF            | 18 651       | 25,3         | 28 800      | 42,57       |  |
|                | Alfred-Marcel Vincent          | FGDS (SFIO)    | 8 736        | 11,85        |             |             |  |
|                | Jean-François Carité           | CD (PDM)       | 7 573        | 10,27        |             |             |  |
|                | Denise Galloy                  | PSU            | 3 837        | 5,2          |             |             |  |
|                | André Pasqueron de Fommervault | Modérés        | 1 556        | 2,11         |             |             |  |
|                | Max Brandily                   | TD             | 997          | 1,35         |             |             |  |
|                | Henri Decésari                 | MPR            | 764          | 1,04         |             |             |  |
|                |                                |                |              |              |             |             |  |
| Inscrits       | Inscrits                       | Inscrits       | 93 161       | 100,00       | 93 158      | 100,00      |  |
| Abstentions    | Abstentions                    | Abstentions    | 18 613       | 19,98        | 22 720      | 24,39       |  |
| Votants        | Votants                        | Votants        | 74 548       | 80,02        | 70 438      | 75,61       |  |
| Blancs et nuls | Blancs et nuls                 | Blancs et nuls | 821          | 1,1          | 2 790       | 3,96        |  |
| Exprimés       | Exprimés                       | Exprimés       | 73 727       | 98,9         | 67 648      | 96,04       |  |

La suppléante de Raymond Valenet était Marie-Paule Simon.

### Élections législatives de 1973
| Candidat       | Candidat                      | Parti          | Premier tour | Premier tour | Second tour | Second tour |  |
| Candidat       | Candidat                      | Parti          | Voix         | %            | Voix        | %           |  |
| -------------- | ----------------------------- | -------------- | ------------ | ------------ | ----------- | ----------- |  |
|                | Raymond Valenet sortant réélu | UDR (URP)      | 27 981       | 33,29        | 41 165      | 50,08       |  |
|                | Marie-Thérèse Goutmann        | PCF            | 21 421       | 25,48        | 41 031      | 49,92       |  |
|                | Alfred-Marcel Vincent         | PS (UGSD)      | 18 695       | 22,24        | Retrait     | Retrait     |  |
|                | Bernard Hauduroy              | MR             | 9 913        | 11,79        |             |             |  |
|                | Hervé Le Toquin               | PSU            | 2 813        | 3,35         |             |             |  |
|                | Jean-Michel Delabre           | LCR            | 2 046        | 2,43         |             |             |  |
|                | Bernard Joubès                | Divers droite  | 1 147        | 1,36         |             |             |  |
|                | M. Delnomdedieu               | FP             | 44           | 0,05         |             |             |  |
|                |                               |                |              |              |             |             |  |
| Inscrits       | Inscrits                      | Inscrits       | 104 233      | 100,00       | 104 186     | 100,00      |  |
| Abstentions    | Abstentions                   | Abstentions    | 18 166       | 17,43        | 17 985      | 17,26       |  |
| Votants        | Votants                       | Votants        | 86 067       | 82,57        | 86 201      | 82,74       |  |
| Blancs et nuls | Blancs et nuls                | Blancs et nuls | 2 007        | 2,33         | 4 005       | 4,65        |  |
| Exprimés       | Exprimés                      | Exprimés       | 84 060       | 97,67        | 82 196      | 95,35       |  |

La suppléante de Raymond Valenet était Marie-Paule Simon.

### Élections législatives de 1978
| Candidat       | Candidat                    | Parti             | Premier tour | Premier tour | Second tour | Second tour |  |
| Candidat       | Candidat                    | Parti             | Voix         | %            | Voix        | %           |  |
| -------------- | --------------------------- | ----------------- | ------------ | ------------ | ----------- | ----------- |  |
|                | Marie-Thérèse Goutmann élue | PCF               | 26 842       | 26,29        | 50 743      | 50,06       |  |
|                | Raymond Valenet sortant     | RPR               | 24 104       | 23,61        | 50 627      | 49,94       |  |
|                | Alfred-Marcel Vincent       | PS                | 23 167       | 22,69        | Retrait     | Retrait     |  |
|                | Roger Morel                 | UDF (PR)          | 15 694       | 15,37        | Retrait     | Retrait     |  |
|                | Michel Premat               | Divers écologiste | 3 978        | 3,9          |             |             |  |
|                | André Chavignaud            | PSU (FA)          | 1 636        | 1,6          |             |             |  |
|                | Alain Bourdeau              | Divers            | 1 588        | 1,56         |             |             |  |
|                | Roger Vieillard             | LO                | 1 260        | 1,23         |             |             |  |
|                | Claude Briard               | FN                | 1 093        | 1,07         |             |             |  |
|                | Pierre Billard              | MDD               | 856          | 0,84         |             |             |  |
|                | Claude Belaib               | Divers écologiste | 627          | 0,61         |             |             |  |
|                | Alain Cordry                | LCR               | 583          | 0,57         |             |             |  |
|                | Hugues Desmidt              | Divers écologiste | 397          | 0,39         |             |             |  |
|                | Michel Filhol               | FRP               | 282          | 0,28         |             |             |  |
|                |                             |                   |              |              |             |             |  |
| Inscrits       | Inscrits                    | Inscrits          | 125 466      | 100,00       | 125 153     | 100,00      |  |
| Abstentions    | Abstentions                 | Abstentions       | 21 679       | 17,28        | 19 803      | 15,82       |  |
| Votants        | Votants                     | Votants           | 103 787      | 82,72        | 105 350     | 84,18       |  |
| Blancs et nuls | Blancs et nuls              | Blancs et nuls    | 1 680        | 1,62         | 3 980       | 3,78        |  |
| Exprimés       | Exprimés                    | Exprimés          | 102 107      | 98,38        | 101 370     | 96,22       |  |

Le suppléant de Marie-Thérèse Goutmann était Claude Favretto, maire de Gagny.

### Élection législative partielle du 16 et du 23 juillet 1978
Élection annulée par le Conseil constitutionnel le 7 juin 1978, en raison d'irrégularités dans la propagande de Marie-Thérèse Goutmann.
Premier tour
- Marie-Thérèse Goutmann, candidate unique de la gauche : 49,25 %
- Raymond Valenet, Rassemblement pour la République : 47,17 %
- Alain Bourdeau, Rassemblement des usagers et des contribuables :  1,46 %
- Claude Briard, Front national : 1,35 %
- Patrick Chaponnais, Parti des forces nouvelles : 0,74 %

Deuxième tour
- Marie Thérèse Goutmann : 50,85 % ELUE
- Raymond Valenet : 49,15 %

### Élections législatives de 1981
| Candidat       | Candidat                        | Parti                | Premier tour | Premier tour | Second tour | Second tour |  |
| Candidat       | Candidat                        | Parti                | Voix         | %            | Voix        | %           |  |
| -------------- | ------------------------------- | -------------------- | ------------ | ------------ | ----------- | ----------- |  |
|                | Jacques Mahéas élu              | PS                   | 31 281       | 35,60        | 54 812      | 59,63       |  |
|                | Éric Raoult                     | RPR (UNM)            | 21 606       | 24,59        | 37 112      | 40,37       |  |
|                | Marie-Thérèse Goutmann sortante | PCF                  | 19 875       | 22,62        | Retrait     | Retrait     |  |
|                | Raymond Mège                    | UDF (AD) (UNM)       | 8 455        | 9,56         |             |             |  |
|                | Marie-Jeanne Lorente            | MÉP                  | 1 512        | 1,72         |             |             |  |
|                | Claude Briard                   | FN                   | 1 206        | 1,37         |             |             |  |
|                | Thierry Martin                  | PSU                  | 1 088        | 1,24         |             |             |  |
|                | Marina Sala                     | LO                   | 724          | 0,82         |             |             |  |
|                | Jean Laval                      | Divers droite        | 633          | 0,72         |             |             |  |
|                | Jacqueline Magne-Becouin        | MRG                  | 428          | 0,49         |             |             |  |
|                | Éliane Dardenne                 | Divers écologiste    | 411          | 0,47         |             |             |  |
|                | Hugues Desmidt                  | Divers droite        | 328          | 0,37         |             |             |  |
|                | Thomas Delblond                 | FRP                  | 292          | 0,33         |             |             |  |
|                | Patrick Chaponnais              | Extrême droite (PFN) | 84           | 0,09         |             |             |  |
|                |                                 |                      |              |              |             |             |  |
| Inscrits       | Inscrits                        | Inscrits             | 131 534      | 100,00       | 131 516     | 100,00      |  |
| Abstentions    | Abstentions                     | Abstentions          | 42 110       | 32,01        | 37 301      | 28,36       |  |
| Votants        | Votants                         | Votants              | 89 424       | 67,99        | 94 215      | 71,64       |  |
| Blancs et nuls | Blancs et nuls                  | Blancs et nuls       | 1 501        | 1,68         | 2 291       | 2,43        |  |
| Exprimés       | Exprimés                        | Exprimés             | 87 923       | 98,32        | 91 924      | 97,57       |  |

Le suppléant de Jacques Mahéas était Claude Barbara, maître assistant, Premier adjoint au maire de Gagny.

### Élections législatives de 1988
| Candidat       | Candidat                          | Parti          | Premier tour | Premier tour | Second tour | Second tour |  |
| Candidat       | Candidat                          | Parti          | Voix         | %            | Voix        | %           |  |
| -------------- | --------------------------------- | -------------- | ------------ | ------------ | ----------- | ----------- |  |
|                | Véronique Neiertz sortante réélue | PS             | 12 116       | 35,12        | 19 200      | 100,00      |  |
|                | Roger Gouhier                     | PCF            | 8 727        | 25,30        | Retrait     | Retrait     |  |
|                | Jean-Jacques Ladel                | UDF (PR) (URC) | 6 053        | 17,55        |             |             |  |
|                | Pierre Dufour                     | FN             | 5 867        | 17,01        |             |             |  |
|                | Christiane Calais                 | diss. UDF      | 1 735        | 5,03         |             |             |  |
|                |                                   |                |              |              |             |             |  |
| Inscrits       | Inscrits                          | Inscrits       | 60 255       | 100,00       | 60 255      | 100,00      |  |
| Abstentions    | Abstentions                       | Abstentions    | 25 234       | 41,88        | 33 239      | 55,16       |  |
| Votants        | Votants                           | Votants        | 35 021       | 58,12        | 27 016      | 44,84       |  |
| Blancs et nuls | Blancs et nuls                    | Blancs et nuls | 523          | 1,49         | 7 816       | 28,93       |  |
| Exprimés       | Exprimés                          | Exprimés       | 34 498       | 98,51        | 19 200      | 71,07       |  |

Le suppléant de Véronique Neiertz était Claude Fuzier, conseiller général, maire de Bondy. Claude Fuzier remplaça Véronique Neiertz, nommée membre du gouvernement, du 29 juillet au 8 novembre 1988.

### Élections législatives partielles de 1988
L'élection avait été annulée, car Claude Fuzier, suppléant de Véronique Neiertz, était également le suppléant du sénateur Marcel Debarge.
| Candidat | Candidat              | Parti             | Premier tour | Premier tour | Second tour | Second tour |  |
| Candidat | Candidat              | Parti             | Voix         | %            | Voix        | %           |  |
| --- | --------------------- | ----------------- | ------------ | ------------ | ----------- | ----------- |  |
| | Roger Gouhier élu     | PCF               | 6 283        | 30,7         | 8 098       | 100,00      |  |
| | Claude Fuzier sortant | PS                | 6 209        | 30,4         | Retrait     | Retrait     |  |
| | Jean-Jacques Ladel    | UDF (Rad)         | 3 740        | 18,3         |             |             |  |
| | Pierre Dufour         | FN                | 1 933        | 9,5          |             |             |  |
| | Bernard Girard        | Extrême droite    | 1 625        | 7,9          |             |             |  |
| | Richard Betro         | Divers écologiste | 335          | 1,6          |             |             |  |
| | Jean-Louis Vidal      | Les Verts         | 326          | 1,6          |             |             |  |
| |                       |                   |              |              |             |             |  |
| Inscrits | Inscrits              | Inscrits          | 60 116       | 100,00       | 60 116      | 100,00      |  |
| Abstentions | Abstentions           | Abstentions       | 39 343       | 65,45        | 48 992      | 81,5        |  |
| Votants | Votants               | Votants           | 20 773       | 34,55        | 11 124      | 18,5        |  |
| Blancs et nuls | Blancs et nuls        | Blancs et nuls    | 322          | 1,55         | 3 026       | 27,2        |  |
| Exprimés | Exprimés              | Exprimés          | 20 451       | 98,45        | 8 098       | 72,8        |  |
| Source : France, Ministère de l'intérieur. Les Elections législatives . Métropole., la Documentation française, 1989 (lire en ligne) |                       |                   |              |              |             |             |  |

Claude Fuzier se retira au second tour, sans appeler à voter son adversaire et pointant des irrégularités. Son retrait divise le PS.

### Élections législatives de 1993
| Candidat       | Candidat               | Parti          | Premier tour | Premier tour | Second tour | Second tour |  |
| Candidat       | Candidat               | Parti          | Voix         | %            | Voix        | %           |  |
| -------------- | ---------------------- | -------------- | ------------ | ------------ | ----------- | ----------- |  |
|                | Christiane Calais      | UDF (PR)       | 7 918        | 23,42        | 15 404      | 47,62       |  |
|                | Véronique Neiertz élue | PS (ADFP)      | 6 976        | 20,63        | 16 944      | 52,38       |  |
|                | Gilles Barial          | FN             | 6 709        | 19,84        |             |             |  |
|                | Jean-Louis Mons        | PCF            | 6 274        | 18,56        |             |             |  |
|                | Georges Martory        | GÉ (EÉ)        | 2 180        | 6,45         |             |             |  |
|                | Roger Guillaume        | LT-LNÉ         | 1 124        | 3,32         |             |             |  |
|                | Jean-Louis Gaillard    | LO             | 751          | 2,22         |             |             |  |
|                | Dominique Sageloly     | Divers droite  | 717          | 2,12         |             |             |  |
|                | Raymond Magne          | UÉD            | 457          | 1,35         |             |             |  |
|                | Robert Noizillier      | AP             | 359          | 1,06         |             |             |  |
|                | Jean Descotes          | UDI            | 346          | 1,02         |             |             |  |
|                |                        |                |              |              |             |             |  |
| Inscrits       | Inscrits               | Inscrits       | 55 703       | 100,00       | 55 703      | 100,00      |  |
| Abstentions    | Abstentions            | Abstentions    | 20 658       | 37,09        | 21 061      | 37,81       |  |
| Votants        | Votants                | Votants        | 35 045       | 62,91        | 34 642      | 62,19       |  |
| Blancs et nuls | Blancs et nuls         | Blancs et nuls | 1 234        | 3,52         | 2 294       | 6,62        |  |
| Exprimés       | Exprimés               | Exprimés       | 33 811       | 96,48        | 32 348      | 93,38       |  |

Le suppléant de Véronique Neiertz était Jean-Paul Lefebvre, adjoint au maire de Noisy-le-Sec.

### Élections législatives de 1997
| Candidat       | Candidat                          | Parti          | Premier tour | Premier tour | Second tour | Second tour |  |
| Candidat       | Candidat                          | Parti          | Voix         | %            | Voix        | %           |  |
| -------------- | --------------------------------- | -------------- | ------------ | ------------ | ----------- | ----------- |  |
|                | Véronique Neiertz sortante réélue | PS             | 9 281        | 28,6         | 21 506      | 67,94       |  |
|                | Gilles Barial                     | FN             | 7 163        | 22,07        | 10 147      | 32,06       |  |
|                | Jean-Louis Mons                   | PCF            | 6 064        | 18,68        |             |             |  |
|                | Georgia Vincent                   | UDF (PR)       | 5 477        | 16,88        |             |             |  |
|                | Jean-Louis Gaillard               | LO             | 1 133        | 3,49         |             |             |  |
|                | Ricardo Coronado                  | Divers         | 903          | 2,78         |             |             |  |
|                | Wilfrid Falkenburg                | MÉI            | 689          | 2,12         |             |             |  |
|                | Gérard Couffignal                 | LDI (MPF)      | 627          | 1,93         |             |             |  |
|                | Jean-Michel Nicolle               | US4J           | 297          | 0,92         |             |             |  |
|                | Françoise Lamontagne              | LCR            | 273          | 0,84         |             |             |  |
|                | Marie-José Serre                  | PT             | 224          | 0,69         |             |             |  |
|                | Hervé Colas                       | IR             | 128          | 0,33         |             |             |  |
|                | Marie-Laurence Chanut             | Divers         | 106          | 0,33         |             |             |  |
|                | Myriam Dibundu                    | Divers         | 91           | 0,28         |             |             |  |
|                |                                   |                |              |              |             |             |  |
| Inscrits       | Inscrits                          | Inscrits       | 52 601       | 100,00       | 52 601      | 100,00      |  |
| Abstentions    | Abstentions                       | Abstentions    | 19 039       | 36,2         | 18 053      | 34,32       |  |
| Votants        | Votants                           | Votants        | 33 562       | 63,8         | 34 548      | 65,68       |  |
| Blancs et nuls | Blancs et nuls                    | Blancs et nuls | 1 106        | 3,3          | 2 895       | 8,38        |  |
| Exprimés       | Exprimés                          | Exprimés       | 32 456       | 96,7         | 31 653      | 91,62       |  |

Le suppléant de Véronique Neiertz était Jean-Paul Lefebvre, adjoint au maire de Noisy-le-Sec.

### Élections législatives de 2002
| Candidat       | Candidat              | Parti          | Premier tour | Premier tour | Second tour | Second tour |  |
| Candidat       | Candidat              | Parti          | Voix         | %            | Voix        | %           |  |
| -------------- | --------------------- | -------------- | ------------ | ------------ | ----------- | ----------- |  |
|                | Élisabeth Guigou élue | PS (PRG)       | 9 961        | 33,9         | 14 593      | 56,4        |  |
|                | Georgia Vincent       | UMP            | 7 813        | 26,59        | 11 283      | 43,6        |  |
|                | Marie-Estelle Préjean | FN             | 4 512        | 15,36        |             |             |  |
|                | Gilles Garnier        | PCF            | 3 002        | 10,22        |             |             |  |
|                | Anne Déo              | Les Verts      | 1 356        | 4,62         |             |             |  |
|                | Mohamed Moghrani      | Extrême gauche | 865          | 2,94         |             |             |  |
|                | Jean-Paul Burot       | LO             | 422          | 1,44         |             |             |  |
|                | Gilles Barial         | MNR            | 399          | 1,36         |             |             |  |
|                | Guy Barraud           | MPF            | 286          | 0,97         |             |             |  |
|                | Josette Verschuren    | RPF            | 194          | 0,66         |             |             |  |
|                | Véronique Rayapin     | IR             | 178          | 0,61         |             |             |  |
|                | Marie-France Galnon   | MÉI            | 164          | 0,56         |             |             |  |
|                | Patrick Champion      | PT             | 145          | 0,49         |             |             |  |
|                | José Dhers            | ND             | 85           | 0,29         |             |             |  |
|                | Nicole Rivoire        | UDF            | 0            | 0            |             |             |  |
|                |                       |                |              |              |             |             |  |
| Inscrits       | Inscrits              | Inscrits       | 48 690       | 100,00       | 48 675      | 100,00      |  |
| Abstentions    | Abstentions           | Abstentions    | 18 804       | 38,62        | 21 601      | 44,38       |  |
| Votants        | Votants               | Votants        | 29 886       | 61,38        | 27 074      | 55,62       |  |
| Blancs et nuls | Blancs et nuls        | Blancs et nuls | 504          | 1,69         | 1 198       | 4,42        |  |
| Exprimés       | Exprimés              | Exprimés       | 29 382       | 98,31        | 25 876      | 95,58       |  |

La suppléante d'Élisabeth Guigou était Anna Lecœur, professeur, adjointe au maire de Noisy-le-Sec.

### Élections législatives de 2007
| Candidat       | Candidat                         | Parti          | Premier tour | Premier tour | Second tour | Second tour |  |
| Candidat       | Candidat                         | Parti          | Voix         | %            | Voix        | %           |  |
| -------------- | -------------------------------- | -------------- | ------------ | ------------ | ----------- | ----------- |  |
|                | Élisabeth Guigou sortante réélue | PS             | 10 931       | 37,74        | 16 622      | 60,25       |  |
|                | Georgia Vincent                  | UMP            | 8 659        | 29,9         | 10 968      | 39,75       |  |
|                | Jean Thary                       | UDF–MoDem      | 2 239        | 7,73         |             |             |  |
|                | Céline Curt                      | PCF            | 2 229        | 7,7          |             |             |  |
|                | Marie-Estelle Préjean            | FN             | 1 649        | 5,69         |             |             |  |
|                | Anne Déo                         | Les Verts      | 1 264        | 4,36         |             |             |  |
|                | Erwan Hyvaert                    | LCR            | 903          | 3,12         |             |             |  |
|                | Jean-Paul Burot                  | LO             | 338          | 1,17         |             |             |  |
|                | Gilles Barial                    | MNR            | 307          | 1,06         |             |             |  |
|                | Ahmed Moualek                    | Divers         | 202          | 0,7          |             |             |  |
|                | Samir Semai                      | Divers         | 202          | 0,7          |             |             |  |
|                | Alain Ducq                       | Divers         | 39           | 0,13         |             |             |  |
|                |                                  |                |              |              |             |             |  |
| Inscrits       | Inscrits                         | Inscrits       | 55 287       | 100,00       | 55 283      | 100,00      |  |
| Abstentions    | Abstentions                      | Abstentions    | 25 853       | 46,76        | 26 863      | 48,59       |  |
| Votants        | Votants                          | Votants        | 29 434       | 53,24        | 28 420      | 51,41       |  |
| Blancs et nuls | Blancs et nuls                   | Blancs et nuls | 472          | 1,6          | 830         | 2,92        |  |
| Exprimés       | Exprimés                         | Exprimés       | 28 962       | 98,4         | 27 590      | 97,08       |  |

### Élections législatives de 2012
| Candidat       | Candidat                       | Parti                   | Premier tour | Premier tour | Second tour | Second tour |  |
| Candidat       | Candidat                       | Parti                   | Voix         | %            | Voix        | %           |  |
| -------------- | ------------------------------ | ----------------------- | ------------ | ------------ | ----------- | ----------- |  |
|                | Claude Bartolone sortant réélu | PS                      | 15 857       | 48,66        | 22 921      | 75,30       |  |
|                | Élisabeth Courtial             | FN                      | 4 713        | 14,46        | 7 517       | 24,70       |  |
|                | Pascale Labbé                  | FG (PCF)                | 4 251        | 13,04        |             |             |  |
|                | Dref Mendaci                   | NC (UMP)                | 4 171        | 12,80        |             |             |  |
|                | Pierre Stoeber                 | EÉLV                    | 1 743        | 5,35         |             |             |  |
|                | Georges Amzel                  | MoDem                   | 711          | 2,18         |             |             |  |
|                | Romain Rivière                 | Divers (Pirate)         | 404          | 1,24         |             |             |  |
|                | Jean-Paul Burot                | Extrême gauche (LO)     | 283          | 0,87         |             |             |  |
|                | Fatima Bariki Alaoui           | Divers écologiste (AÉI) | 268          | 0,82         |             |             |  |
|                | Gaëlle Komorn                  | Extrême gauche (NPA)    | 189          | 0,58         |             |             |  |
|                |                                |                         |              |              |             |             |  |
| Inscrits       | Inscrits                       | Inscrits                | 66 535       | 100,00       | 66 536      | 100,00      |  |
| Abstentions    | Abstentions                    | Abstentions             | 33 347       | 50,12        | 34 336      | 51,61       |  |
| Votants        | Votants                        | Votants                 | 33 188       | 49,88        | 32 200      | 48,39       |  |
| Blancs et nuls | Blancs et nuls                 | Blancs et nuls          | 598          | 1,8          | 1 762       | 5,47        |  |
| Exprimés       | Exprimés                       | Exprimés                | 32 590       | 98,2         | 30 438      | 94,53       |  |

### Élections législatives de 2017
|                                                                                      | |                           |                           |                          |                          |
|                                                                                      | | Premier tour 11 juin 2017 | Premier tour 11 juin 2017 | Second tour 18 juin 2017 | Second tour 18 juin 2017 |
|                                                                                      | |                           |                           |                          |                          |
|                                                                                      | | Nombre                    | % des inscrits            | Nombre                   | % des inscrits           |
| Inscrits                                                                             | Inscrits                                                                                              | 70 280                    | 100,00                    | 70 180                   | 100,00                   |
| Abstentions                                                                          | Abstentions                                                                                           | 41 199                    | 58,62                     | 44 233                   | 63,03                    |
| Votants                                                                              | Votants                                                                                               | 29 081                    | 41,38                     | 25 947                   | 36,97                    |
|                                                                                      | |                           | % des votants             |                          | % des votants            |
| Bulletins blancs                                                                     | Bulletins blancs                                                                                      | 470                       | 1,62                      | 1 414                    | 5,45                     |
| Bulletins nuls                                                                       | Bulletins nuls                                                                                        | 184                       | 0,63                      | 553                      | 2,13                     |
| Suffrages exprimés                                                                   | Suffrages exprimés                                                                                    | 28 427                    | 97,75                     | 23 980                   | 92,42                    |
|                                                                                      | |                           |                           |                          |                          |
| Candidat Étiquette politique (partis et alliances)                                   | Candidat Étiquette politique (partis et alliances)                                                    | Voix                      | % des exprimés            | Voix                     | % des exprimés           |
|                                                                                      | |                           |                           |                          |                          |
|                                                                                      | Jeanne Dromard La République en marche                                                                | 8 993                     | 31,64                     | 11 447                   | 47,74                    |
|                                                                                      | Sabine Rubin La France insoumise                                                                      | 5 404                     | 19,01                     | 12 533                   | 52,26                    |
|                                                                                      | Daniel Guiraud Parti socialiste                                                                       | 4 580                     | 16,11                     |                          |                          |
|                                                                                      | Natacha Ferreira Front national                                                                       | 2 693                     | 9,47                      |                          |                          |
|                                                                                      | Sofia Dauvergne Parti communiste français                                                             | 1 936                     | 6,81                      |                          |                          |
|                                                                                      | Dominique Busson Europe Écologie Les Verts                                                            | 1 644                     | 5,78                      |                          |                          |
|                                                                                      | Sonia Bakhti Alout Union des démocrates et indépendants (Les Républicains)                            | 1 245                     | 4,38                      |                          |                          |
|                                                                                      | Alexandre Jennan Divers (Union populaire républicaine)                                                | 411                       | 1,45                      |                          |                          |
|                                                                                      | Valérie Caudron Écologiste (Parti animaliste)                                                         | 384                       | 1,35                      |                          |                          |
|                                                                                      | Karim Amazouz Parti radical de gauche (Union des démocrates et des écologistes - Génération écologie) | 368                       | 1,29                      |                          |                          |
|                                                                                      | Jean-Paul Burot Lutte ouvrière                                                                        | 310                       | 1,09                      |                          |                          |
|                                                                                      | Myriam Hossain Extrême gauche (Parti ouvrier indépendant démocratique)                                | 221                       | 0,78                      |                          |                          |
|                                                                                      | Toby Frajerman Divers (Régions et peuples solidaires)                                                 | 148                       | 0,52                      |                          |                          |
|                                                                                      | Ilknur Cinar Divers (Parti égalité et justice)                                                        | 90                        | 0,32                      |                          |                          |
| Source : Ministère de l'Intérieur - Neuvième circonscription de la Seine-Saint-Denis | |                           |                           |                          |                          |

### Élections législatives de 2022
|                                                    |                                                                                   |                           |                           |                          |                          |
|                                                    |                                                                                   | Premier tour 12 juin 2022 | Premier tour 12 juin 2022 | Second tour 19 juin 2022 | Second tour 19 juin 2022 |
|                                                    |                                                                                   |                           |                           |                          |                          |
|                                                    |                                                                                   | Nombre                    | % des inscrits            | Nombre                   | % des inscrits           |
| Inscrits                                           | Inscrits                                                                          | 73 725                    | 100                       | 73 747                   | 100                      |
| Abstentions                                        | Abstentions                                                                       | 42 390                    | 57,50                     | 42 932                   | 58,22                    |
| Votants                                            | Votants                                                                           | 31 335                    | 42,50                     | 30 815                   | 41,78                    |
|                                                    |                                                                                   |                           | % des votants             |                          | % des votants            |
| Bulletins blancs                                   | Bulletins blancs                                                                  | 500                       | 1,60                      | 1047                     | 3,40                     |
| Bulletins nuls                                     | Bulletins nuls                                                                    | 209                       | 0,67                      | 473                      | 1,53                     |
| Suffrages exprimés                                 | Suffrages exprimés                                                                | 30 626                    | 97,74                     | 29 295                   | 95,07                    |
|                                                    |                                                                                   |                           |                           |                          |                          |
| Candidat Étiquette politique (partis et alliances) | Candidat Étiquette politique (partis et alliances)                                | Voix                      | % des exprimés            | Voix                     | % des exprimés           |
|                                                    |                                                                                   |                           |                           |                          |                          |
|                                                    | Aurélie Trouvé Nouvelle Union Populaire Écologique et Sociale La France insoumise | 16 393                    | 53,53                     | 20 285                   | 69,24                    |
|                                                    | Alexandre Saada Ensemble                                                          | 6 214                     | 20,29                     | 9 010                    | 30,76                    |
|                                                    | Éric Kozelko Rassemblement national                                               | 2 491                     | 8,13                      |                          |                          |
|                                                    | Jean-Paul Lefebvre Divers gauche                                                  | 1 260                     | 4,11                      |                          |                          |
|                                                    | Roberson Pierre Les Républicains                                                  | 1 049                     | 3,43                      |                          |                          |
|                                                    | Laure Garrigue Reconquête                                                         | 959                       | 3,13                      |                          |                          |
|                                                    | Aloïs Lang-Rousseau Mouvement homme animaux nature (Cap21)                        | 876                       | 2,86                      |                          |                          |
|                                                    | Héléna Petrzljan Union des démocrates et indépendants                             | 384                       | 1,25                      |                          |                          |
|                                                    | Carole Fitoussi Parti animaliste                                                  | 372                       | 1,21                      |                          |                          |
|                                                    | Jean-Paul Burot Lutte ouvrière                                                    | 368                       | 1,20                      |                          |                          |
|                                                    | Cécile Odoyer Parti ouvrier indépendant démocratique                              | 200                       | 0,65                      |                          |                          |
|                                                    | Atmane Badache Sans étiquette                                                     | 60                        | 0,20                      |                          |                          |

### Élections de 2024
| Candidat                 | Candidat                 | Parti et coalition       | Nuances                  | Premier tour | Premier tour |
| Candidat                 | Candidat                 | Parti et coalition       | Nuances                  | Voix         | %            |
| ------------------------ | ------------------------ | ------------------------ | ------------------------ | ------------ | ------------ |
|                          | Aurélie Trouvé           | LFI (NFP)                | UG                       | 29 935       | 63,19        |
|                          | Clara Bourassin          | RN                       | RN                       | 7 156        | 15,11        |
|                          | Manon Chaumette          | MoDem (ENS)              | ENS                      | 7 119        | 15,03        |
|                          | Pierre Robenson          | LR                       | LR                       | 2 073        | 4,38         |
|                          | Jean-Paul Burot          | LO                       | EXG                      | 681          | 1,44         |
|                          | Christel Keiser          | PT                       | EXG                      | 407          | 0,86         |
|                          |                          |                          |                          |              |              |
| Votes valides            | Votes valides            | Votes valides            | Votes valides            | 47 371       | 97,90        |
| Votes blancs             | Votes blancs             | Votes blancs             | Votes blancs             | 696          | 1,44         |
| Votes nuls               | Votes nuls               | Votes nuls               | Votes nuls               | 319          | 0,66         |
| Total                    | Total                    | Total                    | Total                    | 48 386       | 100          |
| Abstention               | Abstention               | Abstention               | Abstention               | 27 841       | 36,52        |
| Inscrits / participation | Inscrits / participation | Inscrits / participation | Inscrits / participation | 76 227       | 63,48        |

#### Département de la Seine-Saint-Denis
- La fiche de l'INSEE de cette circonscription : « Tableaux et Analyses de la neuvième circonscription de la Seine-Saint-Denis », sur insee.fr, site de l'Institut national de la statistique et des études économiques (consulté le 10 juin 2007) [PDF]
- « Tous les députés du département de la Seine-Saint-Denis depuis 1789 », sur assemblee-nationale.fr, site de l'Assemblée nationale française (consulté le 10 juin 2007)
- « Informations contentieuses sur le département de la Seine-Saint-Denis (Élections législatives de 2002) »(Archive.org • Wikiwix • Archive.is • Google • Que faire ?), sur conseil-constitutionnel.fr, site du Conseil constitutionnel (consulté le 13 juin 2007)

#### Circonscriptions en France
- « Carte des circonscriptions législatives en France », sur assemblee-nationale.fr, site de l'Assemblée nationale française (consulté le 10 juin 2007)
- « Résultats électoraux officiels en France »(Archive.org • Wikiwix • Archive.is • Google • Que faire ?), sur interieur.gouv.fr, site du ministère de l'Intérieur (France) (consulté le 13 juin 2007)
- Description et Atlas des circonscriptions électorales de France sur http://www.atlaspol.com, Atlaspol, site de cartographie géopolitique, consulté le 13 juin 2007.